# Альбрехт, Александр Иванович
Алекса́ндр Ива́нович А́льбрехт (1788—1828), российский командир эпохи наполеоновских войн, генерал-лейтенант.

## Биография
Александр Альбрехт родился 3 ноября 1788 года в городе Санкт-Петербурге; сын полковника лейб-гвардии Семеновского полка Ивана Львовича Албрехта. Дед его, Людвиг фон-Альбрехт, был вызван на русскую службу из Пруссии Я. В. Брюсом в царствование Петра Великого. Начал службу колонновожатым квартирмейстерской части, откуда в 1803 году перешел в Кавалергардский полк и здесь в следующем году произведен в корнеты.
Выступив с полком в кампанию 1805 года, Альбрехт, будучи командиром 1-м взвода лейб-эскадрона, явился непосредственным участником Аустерлицкой битвы и едва не погиб в ней, получив золотое оружие "За храбрость" ценой многих тяжелых ран: вынужденный сражаться пешим из-за гибели коня, Альбрехт, встав спина к спине со своим эскадронным вахмистром, в течение нескольких минут отбивался палашом от наседавших конных гренадер и мамелюков Императорской гвардии Наполеона и получив несколько сабельных ударов по голове и корпусу, потерял сознание и был взят в плен. Вернувшись из плена, в походе 1807 года он снова является в рядах Кавалергардского полка. Переведенный в декабре 1809 года л.-гв. в Драгунский полк, Альбрехт два года спустя был уже в чине полковника.
С началом Отечественной войны принял командование над сводным гвардейским кавалерийским полком, составленным из запасных эскадронов. С ним в отряде князя Репнина он находился при армии П. Х. Витгенштейна, расположенной за Двиной для прикрытия от неприятельского движения дороги на Петербург, причем участвовал в сражениях: под Клястицами (20 июля), при Свольне (30 июля) и 6 августа под Полоцком. Отличившись вслед затем в деле 15 сентября, когда благодаря смелому поиску за Двину захватил в плен французский отряд, засевший в с. Бельман, Альбрехт оказал особенную услугу в новой битве под Полоцком 6 октября. Здесь в один из моментов боя, когда неосторожно увлекшийся граф Витгенштейн едва не был захвачен вместе с охранявшим его небольшим конвоем в плен, Альбрехт явился его спасителем, опрокинув неприятельский отряд лихой атакой двух эскадронов своего полка; вслед затем он выручил захваченную неприятелем батарею и при конце боя способствовал поражению войск Сен-Сира и прогнанию их по взятии приступом Полоцка за Двину. В этом деле под ним были убиты две лошади и сам он получил рану в левую руку. награждён 23 декабря 1812 орденом Св. Георгия 4-го кл.

В воздаяние ревностной службы и отличия, оказанного в сражении против французских войск 1812 года октября 6, 7 и 8 при Полоцке где, благоразумно распоряжая сводным гвардейским полком, много способствовал к одержанию победы, неоднократно был в атаках и подавал собою пример храбрости подчиненным, во время коего действия убито под ним две лошади, а сам получил сильную контузию, когда же неприятельские латники, заскакав за нашу батарею, отрезали было вместе с оною часть пехоты, где находился и генерал граф Витгенштейн, то, ударив с двумя эскадронами, выручил наши орудия и пехоту и взял в плен самих латников с их начальниками.
Следующую награду — орден св. Владимира 3-й степени — заслужил он мужественным отличием в авангардном деле при д. Селици (13 октября), захватив многочисленный обоз отступавшего неприятеля, после чего деятельное участие его в отражении войск Виктора и Удино, атаковавших при д. Смолянцах (12 ноября) русский арьергард, доставило Альбрехту новую награду — алмазные знаки ордена св. Анны 2-й степени. Разделив славу поражения войсками Витгенштейна дивизии Партуно у Старого Быхова (15 ноября) и кровопролитного сражения на другой день при Студянке с дивизией Жирара, доставивших ему вторично золотую шпагу с надписью «за храбрость», Альбрехт находился при дальнейшем преследовании остатков французской армии и закончил своё участие в войне 1812 года вступлением в г. Мемель вместе с отрядом генерал-адъютанта маркиза Паулуччи.
По расформировании сводного гвардейского кавалерийского полка Альбрехт по-прежнему вернулся эскадронным командиром в л.-гв. Драгунский полк и в рядах его выступил в поход 1813 года за освобождение Германии. Находясь в деле под Люценом 20 апреля и вслед затем 9 мая в Бауценском сражении, он в последнем получил серьезную рану осколком гранаты в бок, был вынужден покинуть на время армию; вернувшись же в последнюю 20 августа, он семь недель спустя разделил с ним участие в сражениях под Лейпцигом (4—6 октября) и в деле между Экартсбергою и Буттельштедтом (11 октября), а потом находился при преследовании французской армии до берегов Рейна. В кампанию 1814 года, принимая деятельное участие в военных действиях, Альбрехт особенно отличился в сражении 13 марта при Фер-Шампенуазе, за которое был награждён чином генерал-майора и иностранными орденами: прусским — «за заслуги» и баварским — Максимилиана Иосифа.
Этим сражением окончилось боевое поприще Альбрехта; по возвращении в Россию он получил назначение состоять при цесаревиче Константине Павловиче, в декабре 1817 года назначен командиром л.-гв. Уланского полка и, не переставая командовать последним, назначен в сентябре 1823 года начальником гвардейской кавалерийской дивизии резервного корпуса.
Произведенный 22 августа 1826 года в генерал-лейтенанты, Александр Иванович Альбрехт после долгой и мучительной болезни (последствие раны) скончался в городе Варшаве и был похоронен в имении Котлы Ямбургского уезда Петербургской губернии.